# 墜落 (LOST)
『墜落』（ついらく、Pilot Part1）は、日本においての『LOST』シーズン1のエピソード1の題名である。監督はJ・J・エイブラムス。
本国アメリカでは2004年9月22日に放送され、日本では2005年10月2日（字幕版）と2005年11月9日（吹替版）に放送された。
メインキャラクターはジャック。

## あらすじ
ジャック・シェパードはジャングルの中で目を覚ました。彼は方向感覚を喪失して、乱打し、体を痛めていた。彼は、黄色のラブラドルレトリーバーが竹藪を走って通るのを見かけた。ジャックは、彼のスーツ・ポケットにウォッカの小ビンを見つけて、考えを巡らせて、植物の中を走って進んで行く。彼がビーチに出ると、オーシャニック815便が事故の殺戮に直面している。外科医であるジャックは直ちに怪我人たちに応急処置をし、救助を手伝うように他の生存者に頼んでいく。彼は迅速に、飛行機の残骸の下敷きになった人を救い、妊婦であるクレアを助け、ハーリーに彼女を見させ、ブーンが取ってきたペンでローズへの応急処置をする。 
救助が一段落がついた後、ジャックは自分の傷を手当てするためにビーチから離れる。ジャックはそこで、ケイトに出会う。彼女に背中の縫合を頼みこんだジャックはその痛みに冷静に耐える。女性は「やけに冷静ね」と彼に問いかける。すると、ジャックは「5秒間だけ恐怖を野放しにすることで、恐怖に耐えることができるんだ」と言った。彼らの最初の会話で、ケイトは、彼らの飛行機が空中で分裂したことを語る。その後、ビーチで、ジャックは、重傷だった無意識の男性の手当てをする。その一方でケイトは怪しげにその様子を観察している。マイケルとウォルトを含む他の生存者は焚き火をしながら、残骸の中の遺体をどうするべきか議論する。そこで、サイードは遺体を火葬することを決める。ハーリーは、飛行機の調理室から食事を持ち出し生存者に配る。その一方でシャノンは、救助が向かっていると信じて、ブーンに渡されたチョコレートを拒否する。 
ひとまず、浜辺にキャンプを張ることにした生存者はジャックを含め48名である。そして、今、居るこの場所はどうやら一つの島であるらしかった。ようやく、彼らが安堵したのもつかの間、島の中央部の山から何かの轟音が聞こえてくる。しかし、姿は見えなかった。
ジャックは、救助の可能性も持つために生存者が遭難信号を送ることを決定。また、彼は、飛行機のコックピットに位置して、飛行機のトランシーバーを使用することを考える。ケイトは、ジャングル内のどこかから煙を見たことを主張し、それが飛行機の残骸の別の部分であることを、ジャックと一緒に連れて行くように頼む。ケイトとチャーリーと、ジャックはコックピットを見つけるためにジャングルへ出発する。ジャングルへ移動するとともに、突然の暴風雨に遭遇する。三人が飛行機を見つけ、キャビンへ上ることを強いられる。彼らは機内で、パイロットを見つける。チャーリーはトイレへ姿を消す。その一方でジャックとケイトは、パイロットが激震から目覚めているのを見つける。パイロットは、815便がフィジーおよび混乱のために戻ったところで、離陸6時間後に無線連絡が途絶えたとジャックらに伝える。墜落した時、飛行機はコースから遠く離れていた。
そのころ、暴風雨の中のビーチでは、生存者が飛行機の残骸に避難する。若い韓国の男性(ジン)は彼の妻、サンに自分のそばから離れないよう命令する。ほとんどの生存者が避難しても、ジョン・ロックは外に出たまま、ビーチの雨に腕を伸ばして独りで座っている。飛行機のコックピットに戻り、前の夜ジャングルから聞こえた奇妙な雑音が再び聞こえ、会話は中断される。パイロットが調査していると、彼は何かによって外へ引っ張り出される。ジャックはトランシーバーをつかみ、三人は逃げ出す。ジャックは転んだチャーリーを助けるために戻る。一方、怯えたケイトは走り続ける。謎の物体が消えた後、ケイト、チャーリーそしてジャックは、木の上で血まみれになったパイロットの死体を発見する。

## フラッシュバック
ジャックは、度の強い酒をキャビンアテンダントのシンディに求め、ウォッカの入った小ビンを受け取る。一杯を飲み干すと同時に、飛行機全体が小さく揺れ始めた。その揺れは段々と大きくなる。そして、突如として後部座席部が吹き飛ぶ。その辺りから、彼は気を失ってしまったのだった。